# Cerradura de combinación

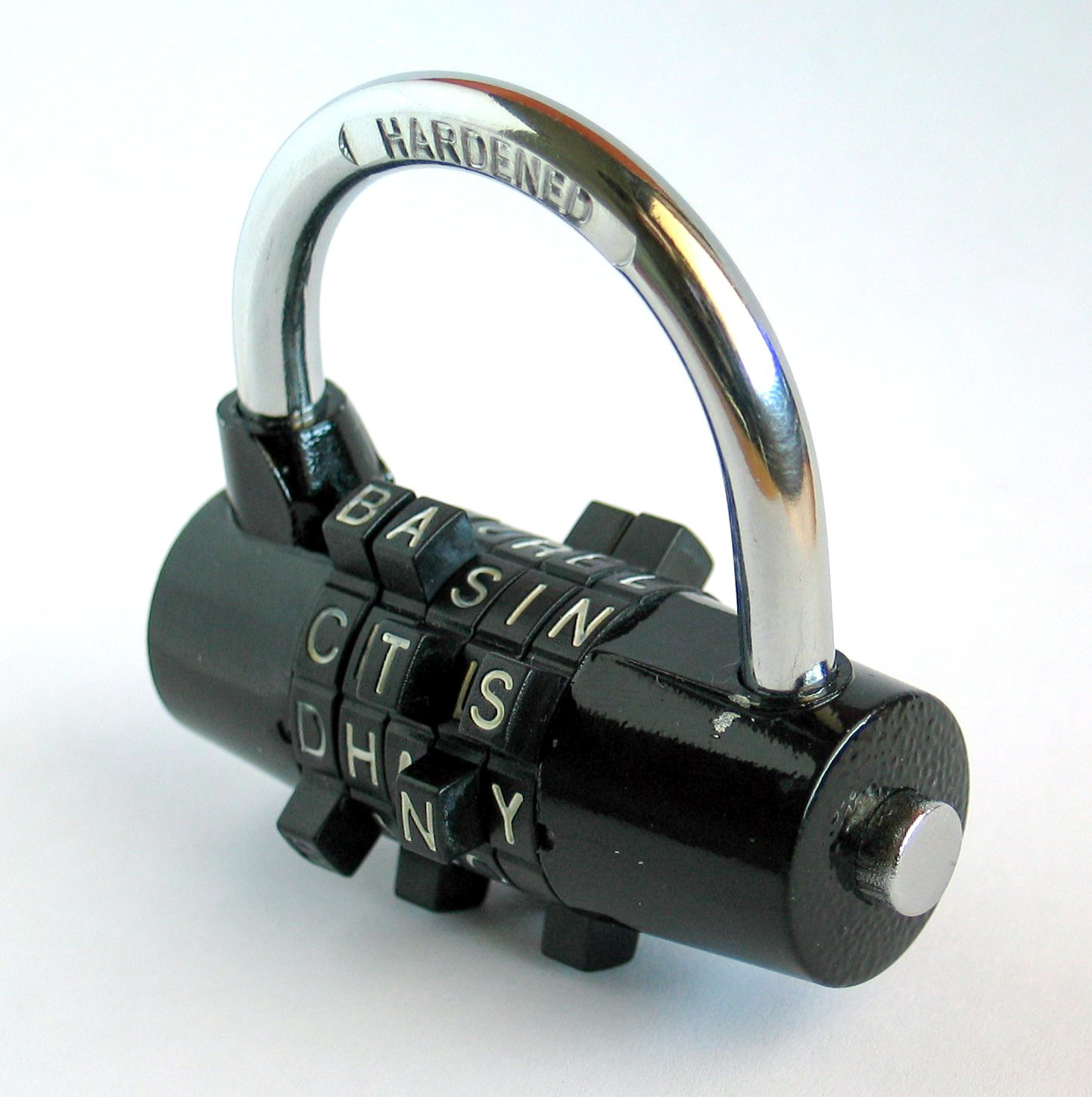
Candado de combinación de letras Wordlock

Una cerradura de combinación (también denominada candado de combinación cuando se trata de un elemento portable) es un tipo de dispositivo de bloqueo en el que se utiliza una serie de símbolos, normalmente números o letras, para abrir la cerradura. La secuencia se puede introducir usando un único dial giratorio que interactúa con varios discos o levas, usando un conjunto de varios discos giratorios con símbolos inscritos que interactúan directamente con el mecanismo de bloqueo, o mediante un teclado electrónico o mecánico. Los tipos van desde cerraduras económicas para equipaje de tres dígitos hasta cajas fuertes de alta seguridad. A diferencia de los cerraduras normales, los cierres de combinación no utilizan llaves.

## Historia
La cerradura de combinación más antigua conocida fue excavada en una tumba del período romano localizada en Kerameikos, un barrio de Atenas. Adjunto a una pequeña caja, presentaba varios diales en lugar de una cerradura. En 1206, el ingeniero musulmán Al Jazarí documentó una cerradura de combinación en su libro al-Ilm Wal-Amal al-Nafi Fi Sina'at al-Hiyal (El Libro de Conocimiento de ingeniosos dispositivos mecánicos). Muhammad al-Asturlabi (ca. 1200) también fabricó cerraduras de combinación, dos de las cuales se conservan en los museos de Copenhague y Boston.
Posteriormente, el matemático e inventor italiano Gerolamo Cardano describió una cerradura de combinación en el siglo XVI.
Las patentes estadounidenses sobre candados de combinación de J.B. Gray en 1841 y de J.E. Treat en 1869 se describen a sí mismas como mejoras, lo que sugiere que dichos mecanismos ya estaban en uso.
Se decía que Joseph Loch inventó la cerradura de combinación moderna para los joyeros de Tiffany en la ciudad de Nueva York, y desde la década de 1870 hasta principios de 1900 realizó numerosas mejoras en los diseños y funciones de dichas cerraduras. Sin embargo, su reivindicación de patente señala que: "No reivindico como mi invención un tambor compuesto por dos discos, uno trabajando dentro del otro, ya que no es de mi invención", pero no hay ninguna referencia a la técnica anterior de este tipo de cerradura.
La primera cerradura de combinación de dial único comercialmente viable fue patentada el 1 de febrero de 1910 por John Junkunc, propietario de la American Lock Company.

## Tipos

### Cerraduras de dial múltiple
Uno de los tipos más simples de cerradura de combinación, que se ve a menudo en candados de bicicleta, maletines y maletas de baja seguridad, utiliza varios discos giratorios con muescas cortadas en ellos. La cerradura está asegurada por un pasador con varios dientes que se enganchan en los discos giratorios. Cuando las muescas de los discos se alinean con los dientes del pasador, entonces se puede liberar el bloqueo.

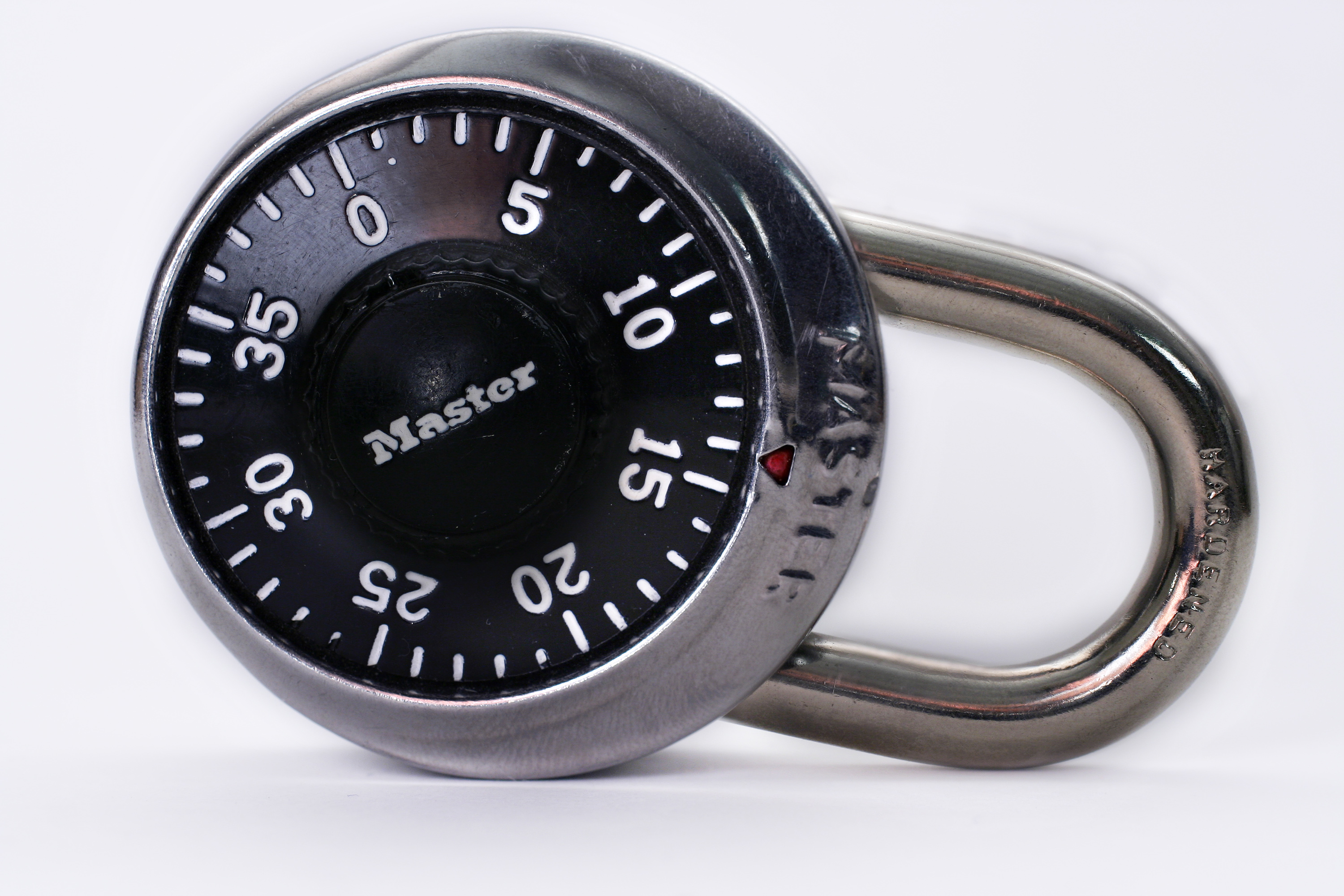
Un candado de un solo dial de la marca Master Lock

### Cerraduras de un solo dial
Las cerraduras de combinación giratoria que se encuentran en candados, taquillas o cajas fuertes pueden usar un solo dial que interactúa con varios discos paralelos o levas. Habitualmente, una cerradura de este tipo se abre girando el dial en el sentido de las agujas del reloj hasta el primer número, en el sentido contrario a las agujas del reloj hasta el segundo, y así sucesivamente hasta llegar al último número. Las levas generalmente tienen una muesca, y cuando se introduce la combinación correcta, las muescas se alinean, lo que permite que el pestillo encaje en ellas y abra la cerradura.
La C. L. Gougler Keyless Locks Company fabricaba cerraduras cuya combinación era un número determinado de clics audibles hacia la izquierda y hacia la derecha, lo que permitía desbloquearlas en la oscuridad o por personas con problemas de visión.
En 1978, Andrew Elliot Rae inventó una cerradura de combinación que el usuario podía configurar en una secuencia de su elección. En ese momento se inventó el teclado electrónico y no logró que ningún fabricante respaldara su cerradura mecánica para taquillas, equipaje o maletines. Las cerraduras con chip de silicio nunca se hicieron populares debido a la necesidad de energía de la batería para mantener su integridad. La patente expiró y el invento mecánico original fue fabricado y vendido instantáneamente en todo el mundo, principalmente para equipaje, casilleros y cajas fuertes de hoteles. Ahora es una parte estándar del equipaje utilizado por los viajeros.

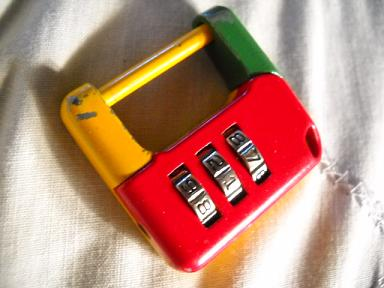
Un cierre de combinación sencillo

### Otros diseños
Muchas puertas usan cerraduras de combinación que requieren que el usuario introduzca una secuencia numérica en un teclado para poder pasar. Estas cerraduras especiales generalmente requieren el uso adicional de circuitos electrónicos, aunque las cerraduras con teclado puramente mecánico ya estuvieron disponibles desde 1936. La principal ventaja de este sistema es que se puede facilitar el acceso a varias personas sin necesidad de tener que suministrarles una costosa llave física a cada una. Además, en caso de que cambien las condiciones de acceso o se haya perdido alguna llave, cambiar la cerradura solo requiere configurar un nuevo código clave e informar a los usuarios, lo que generalmente será más económico y rápido que el mismo proceso para las cerraduras con llave tradicionales.
Las cerraduras electrónicas, aunque generalmente están a salvo de las formas de forzar un sistema mecánico, también tienen sus propias debilidades. Si la disposición de los números es fija, es fácil determinar la secuencia de bloqueo observando cómo acceden los usuarios. De manera similar, los números de la combinación (pero no la secuencia real) pueden determinarse según qué teclas muestran signos de uso reciente. Las cerraduras electrónicas más avanzadas pueden codificar las ubicaciones de los números al azar para evitar este tipo de ataques.
Existe una variación de la cerradura de combinación tradicional basada en dial en la que la combinación correcta está codificada en un microcontrolador electrónico. Son populares para puertas seguras y cámaras de seguridad bancarias, donde ha sido tradicional el uso de cerraduras de dial en lugar de llaves. Permiten muchas combinaciones válidas, una por usuario autorizado, por lo que cambiar el acceso de una persona no tiene efecto en los demás usuarios. Estas cerraduras suelen tener funciones de auditoría, que registran qué combinación se utiliza y en qué momento para cada apertura. La energía para la cerradura puede ser proporcionada por una batería o por un pequeño generador que funciona al hacer girar el dial.

## Mecanismos internos

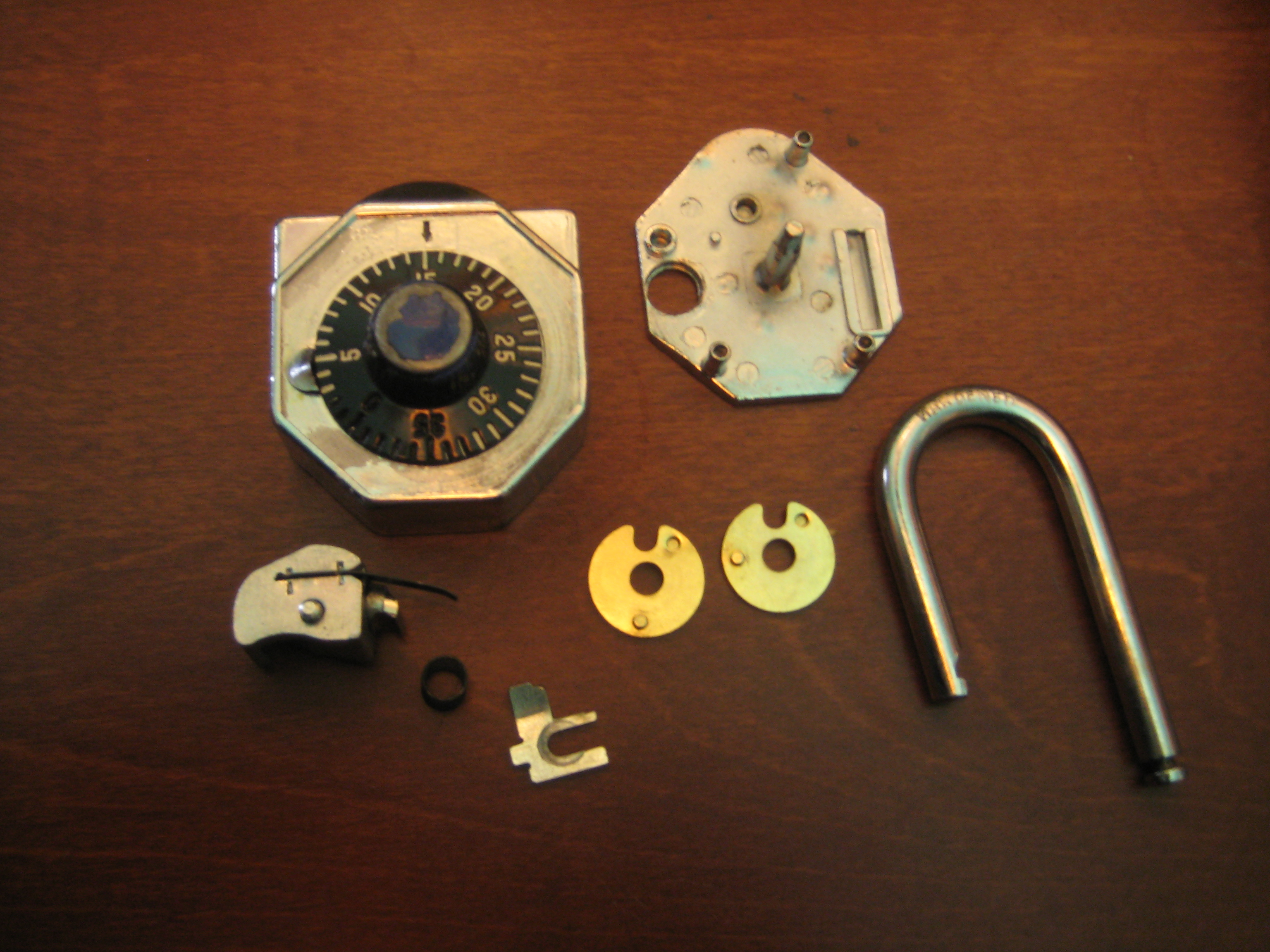
Los componentes de un candado de combinación Stoplock

- El bloqueo interno es una parte integral de la cerradura de combinación. Por lo general, está diseñado para activarse cuando se perfora el eje del dial. El pestillo de bloqueo puede consistir en una palanca o émbolo accionado por resorte que se acopla al perno cuando la cubierta trasera se desprende de la caja de la cerradura. Algunas cerraduras de combinación también están equipadas con un gatillo de bloqueo térmico que se activa en caso de un ataque con soplete. Casi todas las cajas fuertes fabricadas después de la Segunda Guerra Mundial tienen pestillos de bloqueo en sus cerraduras de combinación.

## Fabricantes
- ABUS
- Master Lock
- Sargent & Greenleaf
- Wordlock
- Dudley
- Conair
- Kaba Mas
- CJSJ